# داستان‌های جاتکه

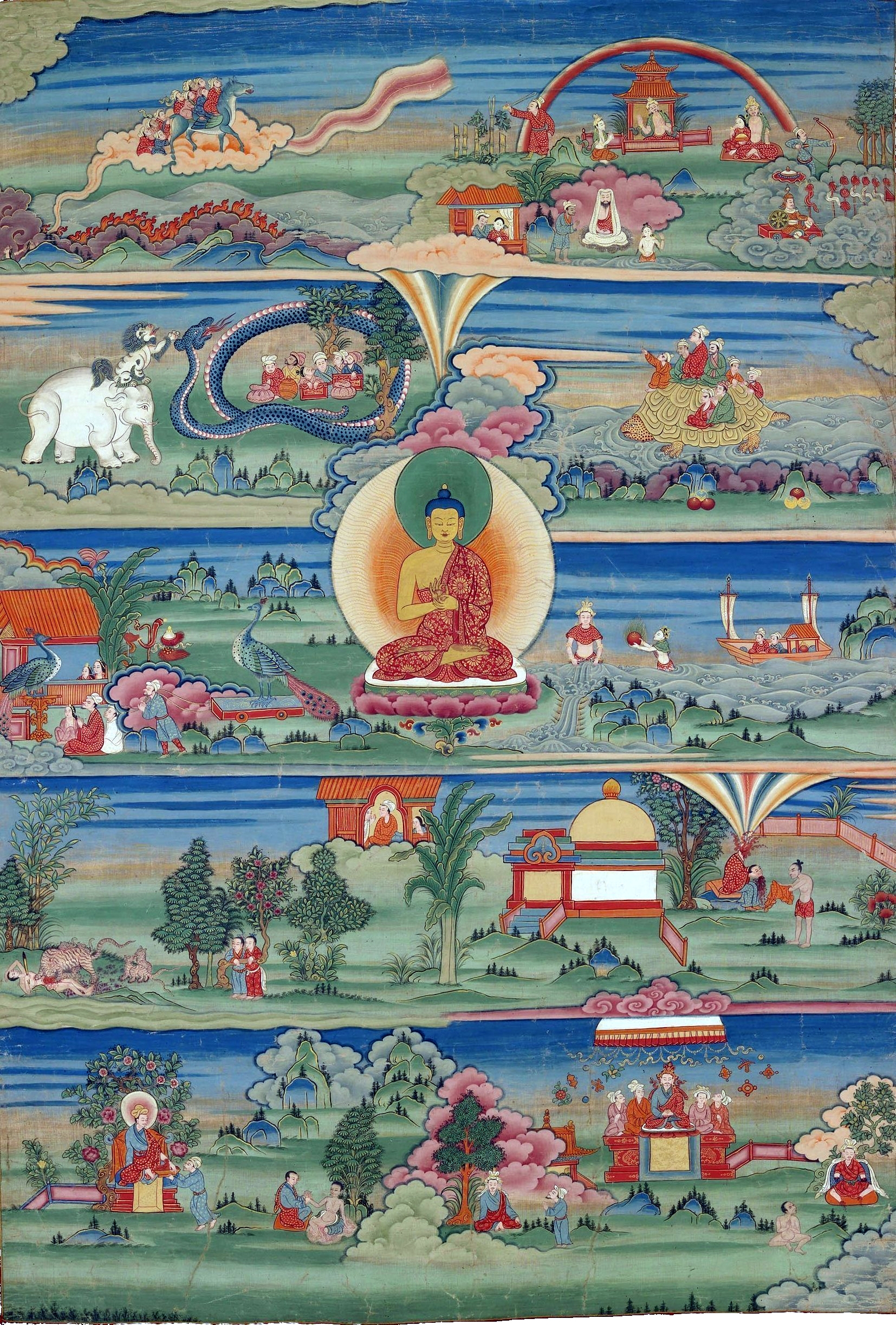
تانکای بوتانی از جاتکه‌ها، قرن ۱۸ تا ۱۹، فاجودینگ گونپا، تهیمفو، بوتان.

داستان‌های جاتَکه (Jātaka) مجموعه‌ای بزرگ از ادبیات بومی هند است که موضوعات آن مربوط به زاده شدن‌های قبلی گوتاما بودا در قالب انسان و حیوان است. جاتکه‌ها داستان‌های تولدهای پیشین بوداست که در ترکیب با قصه‌ها و افسانه‌های عامیانه، به صورت داستان‌هایی پندآموز در ادبیات بودایی برای آموزش اصول اعتقادی آیین بودا به عامه مردم شکل گرفت. یکی از این داستان‌ها به نام وِسَنْتْرَه جاتَکَه به یکی از زبان‌های ایرانی به نام زبان سغدی که در قسمتی از شمال و شرق ایران بزرگ رایج بوده، باقی مانده است.
در بودیسم ترواده، جاتکه‌ها یک زیرگروه از متون دینی پالی به‌شمار می‌آیند که در خداکا نیکایا از سوترا پیتاکا گنجانده شده است. اصطلاح جاتکه ممکن است به تفسیر سنتی این کتاب نیز اشاره داشته باشد. تاریخ این داستان‌ها بین ۳۰۰ سال قبل از میلاد تا ۴۰۰ بعد از میلاد است.
فرقه‌های مهاسامگیکا سایتیکا از منطقه آندرا، جاتکه‌ها را به عنوان ادبیات متعارف در نظر گرفتند.
به گفته‌ای‌کی واردر، جاتکه‌ها پیش‌درآمدهای مختلف زندگی‌نامه‌های افسانه‌ای بودا هستند که در تاریخ‌های بعدی ساخته شده‌اند. اگرچه بسیاری از جاتکه‌ها از دوره‌های اولیه نوشته شده‌اند که زندگی‌های قبلی بودا را توصیف می‌کنند، مطالب زندگی‌نامه ای بسیار کمی در مورد زندگی خود گوتاما ثبت شده است.
جاتکه-مالای آریا سورا به زبان سانسکریت ۳۴ داستان جاتکه را ارائه می‌دهد. در غارهای آجانتا، صحنه‌های جاتکه با نقل‌قول‌هایی از آریا شورا، با خط‌نویسی قرن ششم حک شده است. این متن قبلاً در سال ۴۳۴ پس از میلاد به چینی ترجمه شده بود. بوروبودور شامل تصاویری از تمام ۳۴ جاتکه از جاتکه مالا است.

## درون‌مایه
در این داستان‌ها بودای آینده ممکن است به عنوان یک پادشاه، یک طرد شده، یک خدا، یک فیل ظاهر شود – اما، به هر شکلی که باشد، فضیلتی را به نمایش می‌گذارد که داستان سعی در القای آن دارد. غالباً، داستان‌های جاتکه شامل گروه گسترده‌ای از شخصیت‌ها می‌شود که با یکدیگر تعامل می‌کنند و به مشکلات مختلفی دچار می‌شوند - در نتیجه شخصیت بودا برای حل همه مشکلات مداخله می‌کند و پایان خوشی را رقم می‌زند.
داستان‌های جاتکه به عنوان بخشی از سوتاپیتاکای متون دینی پالی، داستان‌هایی از زندگی گذشته بودا است، زمانی که او یک بوداسف بود و تلاش می‌کرد تا پارامیتاها (ویژگی‌های شخصیتی) را کامل کند. در این داستان‌ها بوداسف گاهی حیوان بود، گاهی انسان و گاهی خدا. در برخی از داستان‌های جاتکه، بوداسف سطح اولیه اخلاقیات پنج دستور را زیر پا می‌گذارد. با این حال، او هرگز دستور پرهیز از دروغ گفتن را زیر پا نمی‌گذارد. برخی از این داستان‌ها بسیار قدیمی هستند و حتی به دوران پیش از بودایی بازمی‌گردند، اما برخی دیگر نسبتاً متاخرند و پس از مرگ بودا یا پارینیبانا نوشته شده‌اند. ترکیب کنونی متن‌ها مربوط به بازه بین قرن سوم قبل از میلاد و قرن دوم میلادی است. ۵۴۷ داستان جاتکه وجود دارد و ۱۰ جاتکهٔ آخر در نقاشی‌های دیواری به تصویر کشیده شده است.

## تأثیرات

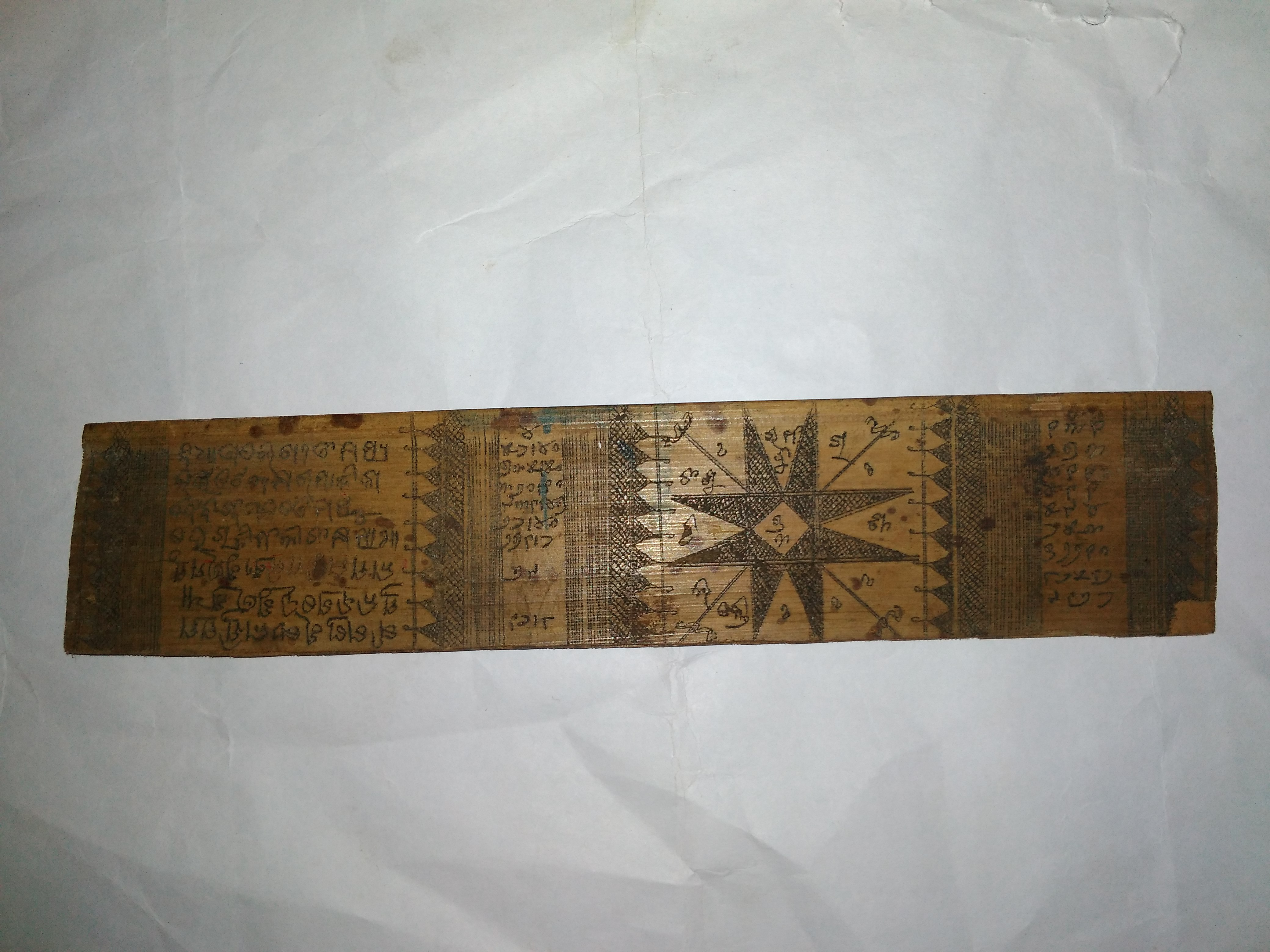
جاتکه

جاتکهٔ تراوادا شامل ۵۴۷ شعر است که کمابیش با تعداد فزاینده ای از بیت‌ها مرتب شده‌اند. به گفته پروفسور فون هینوبر، تنها ۵۰ مورد آخر گونه‌ای نوشته شده بود که به تنهایی و بدون تفسیر قابل فهم باشند. بسیاری از داستان‌ها و مایه‌های داستانی موجود در جاتکه، مانند خرگوش ماه داستان شاجاتکه (داستان‌های جاتکه: شماره ۳۱۶)، در بسیاری از زبان‌ها و رسانه‌های دیگر یافت می‌شوند. برای مثال، میمون و تمساح؛ لاک‌پشتی که نمی‌توانست دست از صحبت کردن بردارد و خرچنگ و درنا که در پنچاتنترا (کلیله و دمنه) هندو نیز آمده همه بر ادبیات جهان تأثیر گذاشته و مشهورند. بسیاری از داستان‌ها ترجمه‌هایی از پالی هستند، اما برخی دیگر از سنت‌های شفاهی بومی قبل از آثار پالی گرفته شده‌اند.

## برای مطالعهٔ بیشتر
- Francis, Henry Thomas (1916). Jātaka tales, Cambridge: University Press
- Gaffney, Sean (2018) sKyes pa rabs kyi gleṅ gźi (Jātakanidāna): a critical edition based on six editions of the Tibetan bKa' 'gyur. Indica et Buddhica Jātakanidāna, vol. I. Oxford: Indica et Buddhica. شابک ‎۹۷۸−۰−۴۷۳−۴۴۴۶۲−۴ (Open Access PDF).
- Gaffney, Sean (2019) sKyes pa rabs kyi gleṅ gźi (Jātakanidāna): Prologue to the Birth Stories: an English translation of a critical edition based on six editions of the Tibetan bKa' 'gyur. Indica et Buddhica Jātakanidāna, vol. II. Oxford: Indica et Buddhica. شابک ‎۹۷۸−۰−۴۷۳−۵۰۲۶۱−۴ (Open Access PDF).
- Grey, Leslie (1990). Concordance of Buddhist Birth Stories, Oxford: Pali Text Society. (Tabulates correspondences between various jataka collections)
- Horner, Isaline Blew; Jaini, Padmanabh S. (1985). Apocryphal Birth-stories (Paññāsa-Jātaka), London; Boston: Pali Text Society, distributed by Routledge & Kegan Paul. شابک ‎۹۷۸۰۸۶۰۱۳۲۳۳۲
- Jacobs, Joseph (1888), The earliest English version of the Fables of Bidpai, London Google Books (edited and induced from The Morall Philosophie of Doni by Sir Thomas North, 1570)
- Khan, Noor Inayat (1985). Twenty Jataka Tales, Inner Traditions
- Martin, Rafe (1998) "The Hungry Tigress: Buddhist Myths, Legends and Jataka Tales". شابک ‎۰۹۳۸۷۵۶۵۲۴
- Rhys Davids, T.W. (1878). Buddhist birth-stories: Jataka tales. The commentarial introd. entitled "Nidanakatha; the story of the lineage". Translated from V. Fausböll's ed. of the Pali text, London: G. Routledge
- Shaw, Sarah (2006). The Jatakas: Birth Stories of the Bodhisatta, New Delhi: Penguin Books
- Skilling, Peter (2006). Jataka and Pannasa-jataka in South-East Asia, Journal of the Pali Text Society 28, 113-174